# オトニエル
オトニエル（英語: Othniel 、ヘブライ語: עָתְנִיאֵל (oth-nee-ale') 、古代ギリシア語: Γοθονιήλ）は、旧約聖書の登場人物。またはオテニエル。
士師記で最初に名前を挙げられている士師。カレブの弟ケナズの子（士師記1:13）。
聖書によれば、カレブは「キルヤト・セフェルを撃ち破って占領した者には、娘アクサを妻として与える」（士師記1:12）と宣言した。そこで、オトニエルが起ち上がってデビル（キルヤト・セフェル）を攻略し、アクサを妻として得た（士師記1:13）。イスラエル人が偶像崇拝をしてヤハウェ神の目に悪い事を行うようになると、ヤハウェは憤って民をアラム・ナハマイムの王クシャン・リシュアタイムの手に渡し、8年の間民を苦しめた。しかし、民が助けを叫び求めると、ヤハウェの霊はオトニエルに臨み、彼は「救出者」また「士師」となって民をクシャン・リシュアタイムから解放した。そして、その後オトニエルが死ぬまでの40年間は平和が続いた（士師記3:8-11）。
オトニエルにはハタトとメオノタイという息子がいた（歴代誌上4:13）。このうち、ハタトの子孫の一人ヘルダイは、後代のダビデの治世中の時に24000人の分団の頭となった（歴代誌上27:15）。